# Kathryn Janeway

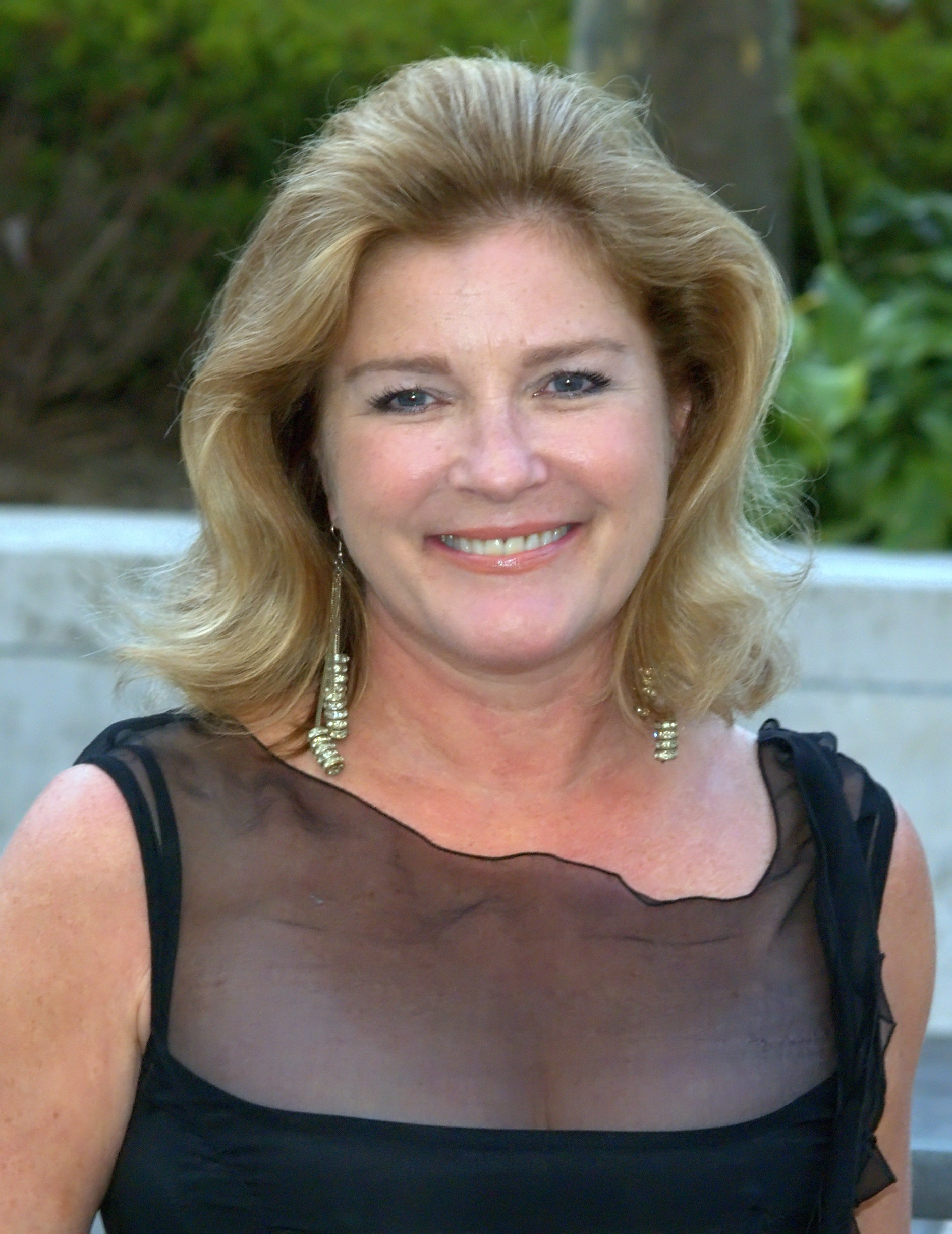
Kate Mulgrew, odtwórca roli Janeway (2009)

Kathryn Janeway – bohaterka serialu Star Trek: Voyager z serii Star Trek. Jest dowódcą Federacyjnego okrętu Voyager, który na skutek działań obcego (Opiekuna) dysponującego potężną mocą, zostaje przeniesiony do Kwadrantu Delta 75 000 lat świetlnych od Ziemi. 
Janeway jest córką admirała Gwiezdnej Floty. 
Jest pierwszą kobietą w seriach Star Trek, która jest dowódcą statku Federacji.
Odtwórcą roli kapitan Janeway jest Kate Mulgrew.